# Голяма ръка за малката дама
„Голяма ръка за малката дама“ (на английски: A Big Hand for the Little Lady) е уестърн от 1966 г., режисьор е Фийлдър Кук с участието на Хенри Фонда, Джоан Удуърд, Джейсън Робардс и други.

## Сюжет
Мередит и Мери с малкия си син се заселва в Ларедо. Точно там, петимата най-богати мъже от околността се събират, за да изиграят ежегодишната си голямата игра на покер. Разбирайки за играта Мередит показва нескрит интерес и желания да участва, но жена му е против. Мери оставя мъжа си и сина си в хотела и отива да поправи колата си при ковача. Мередит, останал сам с малкия си син моли за разрешение само да гледа играта. Той не удържа и се включва в играта със семейните спестявания предназначени за закупуване на семейна ферма. Идва му почеливша ръка, но не му достигат пари за да изравни залога, при което ще загуби всичко. Внезапно му прилошава и припада, жена му се връща и разбира, че съпругът ѝ държи печелившите карти, но няма какво да заложи. Жената няма друг избор, освен да продължи играта, за да си върне парите, но проблемът е, че тя не знае как се играе покер.

## В ролите
| Актьор          | Роля                   |
| --------------- | ---------------------- |
| Хенри Фонда     | Мередит                |
| Джоан Удуърд    | Мери                   |
| Джейсън Робардс | Хенри Пи. Джи. Дръмонд |
| Пол Форд        | Си. Пи. Боулингър      |
| Чарлз Бикфорд   | Бенсън Троп            |
| Бърджис Мередит | Док Джоузеф Скъли      |
| Кевин Маккарти  | Ото Хабершоу           |
| Робърт Мидълтън | Денис Уилкокс          |
| Джон Куален     | Джеси Бъфорд           |
| Пърси Хелтън    | Кевин Маккензи         |
| Вирджиния Грег  | г-жа Дръмонд           |